# Brycinus ferox
Brycinus ferox là một loài cá thuộc họ Alestiidae. Chúng là loài đặc hữu của Kenya, và nơi sống tự nhiên của chúng là hồ nước ngọt.